# 후쿠오카현 선거구
후쿠오카현 선거구(일본어: 福岡県選挙区)는 일본의 참의원 선거구이다.

## 선거구 정보
| 지역      | 후쿠오카현 전역          |
| 의원 정수 | 6명 (개선 정수 3명)      |
| 유권자 수 | 4,234,270명 (2022년 9월) |

## 역대 의원
| 노다 슌사쿠 (무소속)         | 하타노 가나에 (일본사회당)     | 하시가미 다모쓰 (일본민주당)   | 1947년 제1회  | 1947년 제1회               | 하마다 도라조 (일본사회당)     | 시마다 지토시 (일본사회당)      | 단 이노 (일본자유당)             |
| 노다 슌사쿠 (무소속)         | 하타노 가나에 (일본사회당)     | 요시다 호세이 (일본사회당)     | 1949년 보궐   |                            | 하마다 도라조 (일본사회당)     | 시마다 지토시 (일본사회당)      | 단 이노 (일본자유당)             |
| 노다 슌사쿠 (무소속)         | 하타노 가나에 (일본사회당)     | 요시다 호세이 (일본사회당)     |               | 1950년 제2회               | 고마쓰 마사오 (일본사회당)     | 단 이노 (자유당)                | 니시다 다카오 (국민민주당)       |
| 요시다 호세이 (사회당 좌파)  | 겐노키 도시히로 (자유당)       | 노다 슌사쿠 (녹풍회)           | 1953년 제3회  |                            | 고마쓰 마사오 (일본사회당)     | 단 이노 (자유당)                | 니시다 다카오 (국민민주당)       |
| 요시다 호세이 (사회당 좌파)  | 겐노키 도시히로 (자유당)       | 노다 슌사쿠 (녹풍회)           |               | 1955년 보궐                | 고마쓰 마사오 (일본사회당)     | 야마모토 쓰네카쓰 (사회당 좌파) | 니시다 다카오 (국민민주당)       |
| 요시다 호세이 (사회당 좌파)  | 겐노키 도시히로 (자유당)       | 노다 슌사쿠 (녹풍회)           |               | 1956년 제4회               | 야마모토 쓰네카쓰 (일본사회당) | 아베 기요미 (일본사회당)        | 니시다 다카오 (자유민주당)       |
| 요시다 호세이 (사회당 좌파)  | 겐노키 도시히로 (자유당)       | 노다 슌사쿠 (녹풍회)           |               | 1958년 보궐                | 고야나기 이사무 (일본사회당)   | 아베 기요미 (일본사회당)        | 니시다 다카오 (자유민주당)       |
| 요시다 호세이 (일본사회당)   | 노다 슌사쿠 (자유민주당)       | 겐노키 도시히로 (자유민주당)   | 1959년 제5회  |                            | 고야나기 이사무 (일본사회당)   | 아베 기요미 (일본사회당)        | 니시다 다카오 (자유민주당)       |
| 요시다 호세이 (일본사회당)   | 노다 슌사쿠 (자유민주당)       | 겐노키 도시히로 (자유민주당)   |               | 1962년 제6회               | 가메이 히카루 (자유민주당)     | 고야나기 이사무 (일본사회당)    | 모리베 류스케 (자유민주당)       |
| 고미야 이치타로 (일본사회당) | 노다 슌사쿠 (자유민주당)       | 겐노키 도시히로 (자유민주당)   | 1963년 보궐   |                            | 가메이 히카루 (자유민주당)     | 고야나기 이사무 (일본사회당)    | 모리베 류스케 (자유민주당)       |
| 겐노키 도시히로 (자유민주당) | 야나기다 모모타로 (자유민주당) | 고노 아키라 (일본사회당)       | 1965년 제7회  |                            | 가메이 히카루 (자유민주당)     | 고야나기 이사무 (일본사회당)    | 모리베 류스케 (자유민주당)       |
| 겐노키 도시히로 (자유민주당) | 야나기다 모모타로 (자유민주당) | 고노 아키라 (일본사회당)       |               | 1967년 보궐                | 오니마루 가쓰유키 (자유민주당) | 고야나기 이사무 (일본사회당)    | 모리베 류스케 (자유민주당)       |
| 겐노키 도시히로 (자유민주당) | 야나기다 모모타로 (자유민주당) | 고노 아키라 (일본사회당)       |               | 1968년 제8회               | 고야나기 이사무 (일본사회당)   | 오니마루 가쓰유키 (자유민주당)  | 요네다 마사후미 (자유민주당)     |
| 고노 아키라 (일본사회당)     | 겐노키 도시히로 (자유민주당)   | 야나기다 모모타로 (자유민주당) | 1971년 제9회  |                            | 고야나기 이사무 (일본사회당)   | 오니마루 가쓰유키 (자유민주당)  | 요네다 마사후미 (자유민주당)     |
| 고노 아키라 (일본사회당)     | 겐노키 도시히로 (자유민주당)   | 야나기다 모모타로 (자유민주당) |               | 1974년 제10회              | 고야나기 이사무 (일본사회당)   | 아리타 가즈히사 (자유민주당)    | 구와나 요시하루 (공명당)         |
| 엔도 마사오 (자유민주당)     | 하라다 다쓰루 (공명당)         | 고노 아키라 (일본사회당)       | 1977년 제11회 |                            | 고야나기 이사무 (일본사회당)   | 아리타 가즈히사 (자유민주당)    | 구와나 요시하루 (공명당)         |
| 엔도 마사오 (자유민주당)     | 하라다 다쓰루 (공명당)         | 고노 아키라 (일본사회당)       |               | 1980년 제12회              | 구라우치 슈지 (자유민주당)     | 고야나기 이사무 (일본사회당)    | 구와나 요시하루 (공명당)         |
| 엔도 마사오 (자유민주당)     | 하라다 다쓰루 (공명당)         | 고노 아키라 (일본사회당)       | 1983년 제13회 |                            | 구라우치 슈지 (자유민주당)     | 고야나기 이사무 (일본사회당)    | 구와나 요시하루 (공명당)         |
| 엔도 마사오 (자유민주당)     | 하라다 다쓰루 (공명당)         | 고노 아키라 (일본사회당)       |               | 1986년 제14회              | 후쿠다 유키히로 (자유민주당)   | 와타나베 시로 (일본사회당)      | 모토무라 가즈키 (자유민주당)     |
| 고노 아키라 (일본사회당)     | 고바 겐타로 (공명당)           | 오마 게이 (자유민주당)         | 1989년 제15회 | 1989년 보궐                | 후치가미 사다오 (일본사회당)   | 와타나베 시로 (일본사회당)      | 모토무라 가즈키 (자유민주당)     |
| 미에노 시게코 (일본사회당)   | 고바 겐타로 (공명당)           | 오마 게이 (자유민주당)         | 1991년 보궐   | 1991년 보궐                | 후치가미 사다오 (일본사회당)   | 와타나베 시로 (일본사회당)      | 시게토미 기치노스케 (자유민주당) |
| 미에노 시게코 (일본사회당)   | 고바 겐타로 (공명당)           | 오마 게이 (자유민주당)         |               | 1992년 제16회              | 요코 가즈노부 (공명당)         | 와타나베 시로 (일본사회당)      | 요시무라 고타로 (자유민주당)     |
| 고바 겐타로 (신진당)         | 미에노 시게코 (일본사회당)     |                                | 1995년 제17회 |                            | 요코 가즈노부 (공명당)         | 와타나베 시로 (일본사회당)      | 요시무라 고타로 (자유민주당)     |
| 고바 겐타로 (신진당)         | 미에노 시게코 (일본사회당)     |                                | 1998년 제18회 | 히로토모 가즈오 (무소속)   | 요시무라 고타로 (자유민주당)   |                                 |                                  |
| 마쓰야마 마사지 (자유민주당) | 이와모토 쓰카사 (민주당)       | 2001년 제19회                  |               | 히로토모 가즈오 (무소속)   | 요시무라 고타로 (자유민주당)   |                                 |                                  |
| 마쓰야마 마사지 (자유민주당) | 이와모토 쓰카사 (민주당)       |                                | 2004년 제20회 | 오쿠보 쓰토무 (민주당)     | 요시무라 고타로 (자유민주당)   |                                 |                                  |
| 이와모토 쓰카사 (민주당)     | 마쓰야마 마사지 (자유민주당)   | 2007년 제21회                  |               | 오쿠보 쓰토무 (민주당)     | 요시무라 고타로 (자유민주당)   |                                 |                                  |
| 이와모토 쓰카사 (민주당)     | 마쓰야마 마사지 (자유민주당)   |                                | 2010년 제22회 | 오이에 사토시 (자유민주당) | 오쿠보 쓰토무 (민주당)         |                                 |                                  |
| 마쓰야마 마사지 (자유민주당) | 노다 구니요시 (민주당)         | 2013년 제23회                  |               | 오이에 사토시 (자유민주당) | 오쿠보 쓰토무 (민주당)         |                                 |                                  |
| 마쓰야마 마사지 (자유민주당) | 노다 구니요시 (민주당)         |                                | 2016년 제24회 | 고가 유키히토 (민진당)     | 오이에 사토시 (자유민주당)     | 다카세 히로미 (공명당)          |                                  |
| 마쓰야마 마사지 (자유민주당) | 시모노 로쿠타 (공명당)         | 노다 구니요시 (입헌민주당)     | 2019년 제25회 | 고가 유키히토 (민진당)     | 오이에 사토시 (자유민주당)     | 다카세 히로미 (공명당)          |                                  |
| 마쓰야마 마사지 (자유민주당) | 시모노 로쿠타 (공명당)         | 노다 구니요시 (입헌민주당)     |               | 2022년 제26회              | 오이에 사토시 (자유민주당)     | 고가 유키히토 (입헌민주당)      | 아키노 고조 (공명당)             |

## 최근 선거 결과

### 2016년 (제24회)
| 제24회 참의원 의원 통상선거후쿠오카현 선거구 (정수: 3명)   |                   |               |             |        |      |      |
| 선거일: 2016년 7월 10일유권자수: 4,224,093명투표율: 52.88% |                   |               |             |        |      |      |
| 후보                                                       | 후보              | 정당          | 득표        | 득표율 | 당락 | 비고 |
|                                                            | 고가 유키히토     | 민진당        | 670,392표   | 30.67% | 당선 |      |
|                                                            | 오이에 사토시     | 자유민주당    | 640,473표   | 29.30% | 당선 |      |
|                                                            | 다카세 히로미     | 공명당        | 467,752표   | 21.40% | 당선 |      |
|                                                            | 시바타 마사코     | 일본공산당    | 195,629표   | 8.95%  |      |      |
|                                                            | 모리가미 신페이   | 오사카 유신회 | 93,683표    | 4.29%  |      |      |
|                                                            | 다케우치 노부아키 | 사회민주당    | 55,017표    | 2.52%  |      |      |
|                                                            | 이시이 히데토시   | 일본의 마음   | 30,909표    | 1.41%  |      |      |
|                                                            | 후나토 다키코     | 무소속        | 16,047표    | 0.73%  |      |      |
|                                                            | 요시토미 가즈에   | 행복실현당    | 15,743표    | 0.72%  |      |      |
| 합계                                                       | 합계              | 합계          | 2,185,645표 |        |      |      |

### 2019년 (제25회)
| 제25회 참의원 의원 통상선거후쿠오카현 선거구 (정수: 3명)   |                   |                             |             |        |      |                 |
| 선거일: 2019년 7월 21일유권자수: 4,225,217명투표율: 42.85% |                   |                             |             |        |      |                 |
| 후보                                                       | 후보              | 정당                        | 득표        | 득표율 | 당락 | 비고            |
|                                                            | 마쓰야마 마사지   | 자유민주당                  | 583,351표   | 33.19% | 당선 |                 |
|                                                            | 시모노 로쿠타     | 공명당                      | 401,495표   | 22.84% | 당선 | 자유민주당 추천 |
|                                                            | 노다 구니요시     | 입헌민주당                  | 365,634표   | 20.80% | 당선 | 사회민주당 추천 |
|                                                            | 가와노 쇼코       | 일본공산당                  | 171,436표   | 9.75%  |      |                 |
|                                                            | 하루타 구미코     | 국민민주당                  | 143,955표   | 8.19%  |      |                 |
|                                                            | 가와구치 나오히로 | NHK로부터 국민을 지키는 당  | 46,362표    | 2.64%  |      |                 |
|                                                            | 혼도 아키코       | 안락사 제도를 생각하는 모임 | 15,511표    | 0.88%  |      |                 |
|                                                            | 에나쓰 마사토시   | 행복실현당                  | 15,380표    | 0.88%  |      |                 |
|                                                            | 하마타케 신이치   | 올리브나무                  | 14,586표    | 0.83%  |      |                 |
| 합계                                                       | 합계              | 합계                        | 1,757,710표 |        |      |                 |

### 2022년 (제26회)
| 제26회 참의원 의원 통상선거후쿠오카현 선거구 (정수: 3명)   |                   |                                 |             |        |      |                 |
| 선거일: 2022년 7월 10일유권자수: 4,221,251명투표율: 48.76% |                   |                                 |             |        |      |                 |
| 후보                                                       | 후보              | 정당                            | 득표        | 득표율 | 당락 | 비고            |
|                                                            | 오이에 사토시     | 자유민주당                      | 586,217표   | 29.21% | 당선 |                 |
|                                                            | 고가 유키히토     | 입헌민주당                      | 438,876표   | 21.87% | 당선 |                 |
|                                                            | 아키노 고조       | 공명당                          | 348,700표   | 17.38% | 당선 | 자유민주당 추천 |
|                                                            | 류노 마유미       | 일본유신회                      | 158,772표   | 7.91%  |      |                 |
|                                                            | 오타 교코         | 국민민주당                      | 133,900표   | 6.67%  |      |                 |
|                                                            | 마지마 쇼조       | 일본공산당                      | 98,746표    | 4.92%  |      |                 |
|                                                            | 오쿠다 후미요     | 레이와 신센구미                 | 82,333표    | 4.10%  |      |                 |
|                                                            | 노나카 신스케     | 참정당                          | 72,263표    | 3.60%  |      |                 |
|                                                            | 후쿠모토 다카노리 | 사회민주당                      | 30,190표    | 1.50%  |      |                 |
|                                                            | 마시마 가오리     | NHK당                           | 14,513표    | 0.72%  |      |                 |
|                                                            | 구마마루 에이지   | NHK당                           | 9,309표     | 0.46%  |      |                 |
|                                                            | 와다 마사코       | NHK당                           | 8,917표     | 0.44%  |      |                 |
|                                                            | 에나쓰 마사토시   | 행복실현당                      | 7,962표     | 0.40%  |      |                 |
|                                                            | 쓰시마 잇세이     | 무소속                          | 7,186표     | 0.36%  |      |                 |
|                                                            | 센자키 레이       | 일본제일당                      | 4,908표     | 0.24%  |      |                 |
|                                                            | 구미사카 요시아키 | 재생에너지의 진실을 알리는 모임 | 3,868표     | 0.19%  |      |                 |
| 합계                                                       | 합계              | 합계                            | 2,006,660표 |        |      |                 |

## 같이 보기
- 후쿠오카현 제1구
- 후쿠오카현 제2구
- 후쿠오카현 제3구
- 후쿠오카현 제4구
- 후쿠오카현 제5구
- 후쿠오카현 제6구
- 후쿠오카현 제7구
- 후쿠오카현 제8구
- 후쿠오카현 제9구
- 후쿠오카현 제10구
- 후쿠오카현 제11구